# الحزب الدستوري الاجتماعي الحر
الحزب الدستوري الاجتماعي الحر هو حزب سياسي مصري ليبرالي أسسه ممدوح قناوى في 2004. يهتم الحزب بمبدأ العدالة الاجتماعية. رشح الحزب رئيسه ممدوح قناوي في انتخابات الرئاسة المصرية 2005 والتي حصل فيها على المركز السابع بعد ما حصل على 5481 صوت.